# Castello di Trebecco (Alta Val Tidone)
Das Castello di Trebecco ist die Ruine einer mittelalterlichen Höhenburg in Trebecco, einem Ortsteil der Gemeinde Alta Val Tidone in der italienischen Emilia-Romagna. Die Ruine liegt auf einem kleinen Plateau in der Nähe des Gipfels des Monte Bissolo über der Siedlung Trebecco und dem gesamten mittleren Tidonetal, was der Befestigung strategischen Wert verleiht.

## Geschichte
Die Burg stammt vermutlich aus dem 9. Jahrhundert und wurde auf den Resten eines früheren Gebäudes errichtet. Sie wurde erstmalig in einem Diplom des Kaisers des Heiligen Römischen Reiches Otto I. vom 27. Juli 971 urkundlich erwähnt, in dem die Burg – als „Castrum de Durobecho“ bezeichnet –, ebenso wie alle Güter, die mit ihr verbunden waren, als Eigentum der Äbte der Abtei San Colombano in Bobbio bestätigt wurde, denen neben der Burg auch eine Mönchszelle gehörte. Aber die Richtigkeit dieses Dokumentes wurde von einigen Historikern bestritten, die den Bau der Burg auf das 13. Jahrhundert datieren.
In den letzten Jahren des 10. Jahrhunderts wurde das Castello di Trebecco zusammen mit mehreren anderen Burgen des oberen Tidonetals Bosone di Nibbiano unterstellt, der es schaffte, einen großen Teil des Territoriums in Besitz zu nehmen, das vorher von der Abtei San Colombano in Bobbio verwaltet wurde.
Das Eigentum an der Burg wurde im Dezember 1028 auch in einem Testament eines Diakons namens Gherardo, dem Erben von Bosone di Nibbiano, erwähnt, der verfügte, dass der Markgraf Ugo fu Oberto die Burg erben sollte, und zwar unter der Bedingung, dass der Markgraf, falls er keine Nachkommen hätte, die Burg dem Bischof von Bobbio hinterlassen sollte.
1157 wurde das Eigentum an der Burg zwischen Nicolò di Trebecco, der Gattin, dem Sohn Opizzo und den Söhnen von Rufino di Montesegale, dem Consignore von Valverde und Ruino, aufgeteilt. Um 1180 erreichten Arbeiter aus Piacenza die Burg, um sie wiederaufzubauen, da sie vorher zerstört worden war. Später, 1207, nachdem die  Burg im Mittelpunkt von Streitigkeiten zwischen den Guelfen aus Piacenza und dem Markgrafen Obizzo Malaspina gestanden hatte, gehörte sie wieder zu den Besitzungen der Abtei San Colombano in Bobbio. Mit der Aufteilung zwischen der Abtei und dem Bistum Bobbio wurde die Burg zu den Besitzungen des Bistums gerechnet, eine Zuteilung, die auch von den Kaisern Otto IV. und Friedrich II. bestätigt wurde.
Im Januar 1263 überließ der Bischof von Bobbio, Alberto, Trebecco und seine Burg zusammen mit 14 weiteren Orten, davon einige mit Festungen, Ubertino Landi für 6500 Genuesische Lire. Nach dem Tod von Ubertino Landi 1309 fiel das Gebäude unter die Kontrolle der Stadt Piacenza.
Im Juni 1320 gewährte der Bischof von Bobbio die Burg Giovanni Malvicini. Zwei Jahre später aber gewährte der Herzog von Mailand, Galeazzo I. Visconti, dieselbe Oerto Carboni, dessen Sohn 1342 versprach, sie an Ubertino Landi zu verkaufen. 1347 strengte der kleine Carboni einen Gerichtsprozess über den Besitz der Burg mit der Familie Malvicini Fontana an, in dem sie ihm 1354 vom Kaiser Karl IV. erneut zuerkannt wurde. Trotzdem wurden die Prozesse über den Besitz der Burg über die folgenden Jahre mit Dondazio Malvicini fortgeführt, dem 1381 die Rechte daran zuerkannt wurden und erneut 1386, aber mit der Verpflichtung für den Lehensnehmer, dem Bischof von Bobbio einen Treueeid zu leisten und ihm eine jährliche Pacht zu bezahlen.
Am 11. August 1391 wurde die Familie Dal Verme, die später den Grafentitel von Bobbio, Voghera und des Val Tidone bekommen sollte, mit der Burg belehnt, nachdem der Bischof von Bobbio die Vergabe des Lehens an die Malvicinis für ungültig erklärt hatte. Ab 1485 wurde das örtliche Lehen nach dem Aussterben des Familienzweiges der Dal Vermes, die die Burg gehalten hatten, zuerst Bernardino da Corte, dann Galeazzo Sanseverino und dem Grafen von Ligny verlehnt, aber der Familie Dal Verme gelang es unter Ausnutzung der Unterstützung des Kaisers, die Investitur über Trebecco zurückzuerhalten.
Die Burg blieb bis zum 20. Jahrhundert in Besitz der Familie Dal Verme, wurde dann verkauft und das Eigentum unter einigen Familien aus Trebecco aufgeteilt.

## Beschreibung
Die Burg war mit einem Turm versehen und enthielt in ihrem Inneren auch eine Kirche. Einige Teile der mittelalterlichen Siedlung in gegenüber der Burg untergeordneten Lage kann man im Zentrum von Trebecco sehen.
Obwohl die Burg, ebenso wie die Zufahrtsstraße, an der zahlreiche Bauten geringen Umweltwertes liegen, als von öffentlichem Interesse erklärt wurden, befinden sie sich in schlechtem Erhaltungszustand und es bleiben von ihnen zur einige Ruinen.